# Передково
Пере́дково (рос. Передково) — присілок у складі Грязовецького району Вологодської області, Росія. Входить до складу Перцевського сільського поселення.

## Населення
Населення — 1 особа (2010; 3 у 2002).
Національний склад (станом на 2002 рік):
- росіяни — 100 %